# ألين يونغ
ألين يونغ (بالإنجليزية: Allen Young)‏ هو صحفي أمريكي، ولد في 30 يونيو 1941 في ليبرتي في الولايات المتحدة.